# Distrito Escolar Independiente de Channelview
El Distrito Escolar Independiente de Channelview (Channelview Independent School District, CISD) es un distrito escolar de Texas. Tiene su sede en Channelview, un área no incorporada en el Condado de Harris.
Channelview tiene aproximadamente 8.000 estudiantes. Gestiona doce escuelas (un centro Pre-K, seis escuelas primarias, un centro del grado sexto, una escuela media, una escuela secundaria, una escuela secundaria alternativa y una "discipline school"), un edificio administrativo, un "fairground", una sede para mantenimiento y una instalación para transporte.